# Örvény-kő
Örvény-kő är ett berg i Ungern. Det ligger i den norra delen av landet, 130 km nordost om huvudstaden Budapest. Toppen på Örvény-kő är 693 meter över havet.
Terrängen runt Örvény-kő är huvudsakligen kuperad, men norrut är den platt. Runt Örvény-kő är det ganska tätbefolkat, med 199 invånare per kvadratkilometer. Närmaste större samhälle är Miskolc, 17,8 km öster om Örvény-kő. I omgivningarna runt Örvény-kő växer i huvudsak lövfällande lövskog.